# Anadrymadusa adzharica
Anadrymadusa adzharica är en insektsart som först beskrevs av Boris Petrovich Uvarov 1934.  Anadrymadusa adzharica ingår i släktet Anadrymadusa och familjen vårtbitare. Inga underarter finns listade i Catalogue of Life.